# 金山事件
金山事件是指在1947年3月10日的國民黨政府屠殺事件，是二二八事件的一部分，指基隆金山鄉（今新北市金山區）的居民遭到國民革命軍掃射一案。

## 背景
二二八事件爆發後，過去不滿敗壞軍紀的金山鄉居民成立保安團，並包圍金山炮臺。1947年3月8日下午2時，基隆要塞司令部部隊配合國民革命軍登陸而開始肅清街頭，實施2小時的密集射擊，造成多名民眾死傷。憲兵第21團登陸後，基隆要塞司令部部隊會同登陸部隊在基隆市區進行掃蕩。部隊主力則向台北地區推進，沿途見到民眾聚集之處則予以掃射，造成多人死傷。3月9日，國民革命軍第21師登陸，基隆奉令恢復戒嚴。

## 經過
部隊登陸之後，金山鄉保安團發出通知單，強制鄉內青年編入保安隊員。3月10日，基隆市地區的部隊依照命令展開綏靖工作。由於金山鄉保安團持續包圍駐守軍隊，第21師也緊急派兵增援金包里駐軍。而在3月10日早上，一輛載滿士兵的軍用卡車從淡水進入金山鄉，並且沿路掃射路旁民眾。這導致在金山街上，一時躲避不及的路人和攤販中彈死亡，包括吳蓋一、高環夫婦，而高環有身孕，一屍二命，死後身上金飾等物品被洗劫一空，二人屍體被綁在軍車後拖至民生路公園路口，以倒栽葱方式埋入海灘土中。另外農民郭呆仔站在田埂上，亦遭部隊槍擊身亡。金山鄉的台北縣參議員許海亮被軍方以開會名義召集，從此失蹤。

## 外部連結
- 悲劇的歷史地圖——金山鄉二二八事件的探悉 （页面存档备份，存于）